# Schønherr
Schønherr A/S er en dansk arkitektgruppe, grundlagt i 1984 af Torben Schønherr, som er uddannet tømrer, konstruktør og uddannet fra Arkitektskolen i Aarhus og har tilsammen ca. 30 planlæggere, landskabsarkitekter og arkitekter ansat. Tegnestuen og Torben Schønherr har modtaget adskillige priser, både danske og internationale.
Schønherr A/S er et af Nordens største arkitektfirmaer indenfor landskabsarkitektur og planlægning. Tegnestuen har kontorer i Aarhus og København.
Virksomheden er et aktieselskab og nu ejet af Schønherr Holding ApS,
der blev stiftet i 2011 af Torben Schønherr, Nina Jensen og Rikke Juul Gram.
Ribe Domkirkeplads, Vestre Kirkegård i København og Bertel Thorvaldsens Plads er nogle af de allerstørste og mest kendte projekter, som Schønherr A/S har stået for.

## Priser
- 2013 Brolæggerprisen 2013 for Ribe Domkirkeplads
- 2012 Riba European Award for Middelfart Sparekasse
- 2010 Riba International Award for HEART Herning Kunstmuseum[3]
- 2010 International Architecture Award for HEART Herning Kunstmuseum
- 2009 Riba Award for Fuglsang Gods og Kunstmuseum
- 2009 Københavns Kommune forskønnelsespris for Åbuen
- 2009 København og Foreningen til Hovedstadens Forskønnelse for Havneholmen
- 2007 Kolding Kommunes arkitekturpris 2007 for “Prætoriustorv i Christiansfeld”
- 2007 RIBA European Award 2007 for ”Alsion” Syddansk Universitet
- 2007 Havekulturfondens Hæderspris for Torben Schønherrs virke
- 2006 Odense Kommune for Odense Havn
- 2005 Skanderborg Kommune for Skanderborg Bypark
- 2005 Københavns Kommune for Thorvaldsens Plads
- 2004 Udvalgte byggerier (en konk. udskrevet af fagbladet Byggeri) for Operaen
- 2004 Glostrup Kommune Ærespris for Glostrup Parkhotel og Glostrup Hule
- 2003 Thisted Kommunes Bygningspræmie for Tilsted Kirke
- 2003 Torben Schønherr blev tildelt Eckersberg Medaillen
- 1993 Torben Schønherr blev tildelt Nykredits Arkitekturpris